# SafeNet
SafeNet — американская компания, специализирующаяся на разработке систем информационной безопасности. Входит в состав Gemalto, принадлежащей Thales Group.
Штаб-квартира — в Белкампе (штат Мэриленд). К началу 2012 года компанией были поглощены активы большого количества фирм, специализировавшихся на информационной безопасности.
Основные торговые марки — eToken, eSafe, Sentinel Super PRO, Sentinel HASP, Sentinel LDK (продолжает выпускаться и поддерживаться на июнь 2020 года).

## История
Основана под наименованием Industrial Resource Engineering двумя инженерами Агентства национальной безопасности (АНБ) в 1983 году и прошла IPO в 1989 году, стоимость бизнеса оценена в $4 млн. Компания устойчиво росла в течение 1980-х и 1990-х годов.
В середине 1990-х была замешана в деле с микросхемой Clipper, со встроенным бэкдором АНБ.
В 1999 году получила наименование SafeNet.
В 1996 году MCI Communications запустила, а в 1998 году зарегистрировала в комиссии по ценным бумагамм и биржам, первый коммерческий сервис VPN с использованием технологии SafeNet VPN, который был введён в 13 из 15 ведущих банков США в течение двух лет.
В начале 2000-х годов SafeNet поглотила несколько компаний, самые известные сделки — приобретение ΟΕΜ-бизнеса фирмы SSH Communications Security и покупка в 2004 году Rainbow Technologies — компании, вдвое превосходившей саму SafeNet. В 2007 году акции SafeNet были выкуплены инвестиционной компанией Vector Capital, и компания стала частной.
В 2005 году SafeNet стал одним из крупнейших поставщиков технологий шифрования для министерства обороны США. Коммерческие криптографические устройства KIV-7, производимые SafeNet, использовались АНБ и Национальным управлением военно-космической разведки (NRO) США.
В 2008 году SafeNet поглотила Ingrian Technologies, и решения SafeNet были дополнены решениями линейки её продуктов. В результате в 2008 году SafeNet стала поставщиком единого решения защиты данных масштаба предприятия (англ. Enterprise Data Protection).
В марте 2009 года Vector Capital получила контроль над Aladdin Knowledge Systems, а в апреле 2010 года активы Aladdin, включая все её филиалы, окончательно переданы в собственность SafeNet.
8 августа 2014 года международная компания Gemalto, специализирующаяся на обеспечении цифровой безопасности, объявила, что подписала окончательное соглашение о приобретении 100 % уставного капитала SafeNet у Vector Capital за 890 млн долларов США.
2 апреля 2019 года Gemalto приобретена французским конкурентом Thales Group.